# BD−10 3166
Étoile
Source de proche infrarouge (d)
BD-10 3166 est une étoile naine (classe de luminosité V) jaune (type spectral G4) située à une distance d'environ environ 84,5 pc (∼276 al) du Soleil, dans la constellation australe de la Coupe. De magnitude apparente 10,08 dans le spectre visible, elle n'est pas observable à l'œil nu depuis la Terre.
BD-10 3166 possède une masse proche de celle du Soleil (0,99 masse solaire). Elle est l'objet primaire d'un système planétaire dont l'unique objet secondaire connu (en mai 2015) est BD-10 3166 b une planète confirmée de type Jupiter chaud. Elle est située à 0,04 unité astronomique de son étoile, complète son orbite en 3,5 jours, et sa masse est égale à 0,59 fois celle de Jupiter. Elle a été découverte en 2000 par la méthode des vitesses radiales, à partir de données collectées à l'observatoire W. M. Keck avec le spectrographe HIRES.